# Sainte-Geneviève-sur-Argence
Sainte-Geneviève-sur-Argence is een plaats en voormalige gemeente in het Franse departement Aveyron in de regio Occitanie. De plaats maakt deel uit van het arrondissement Rodez.

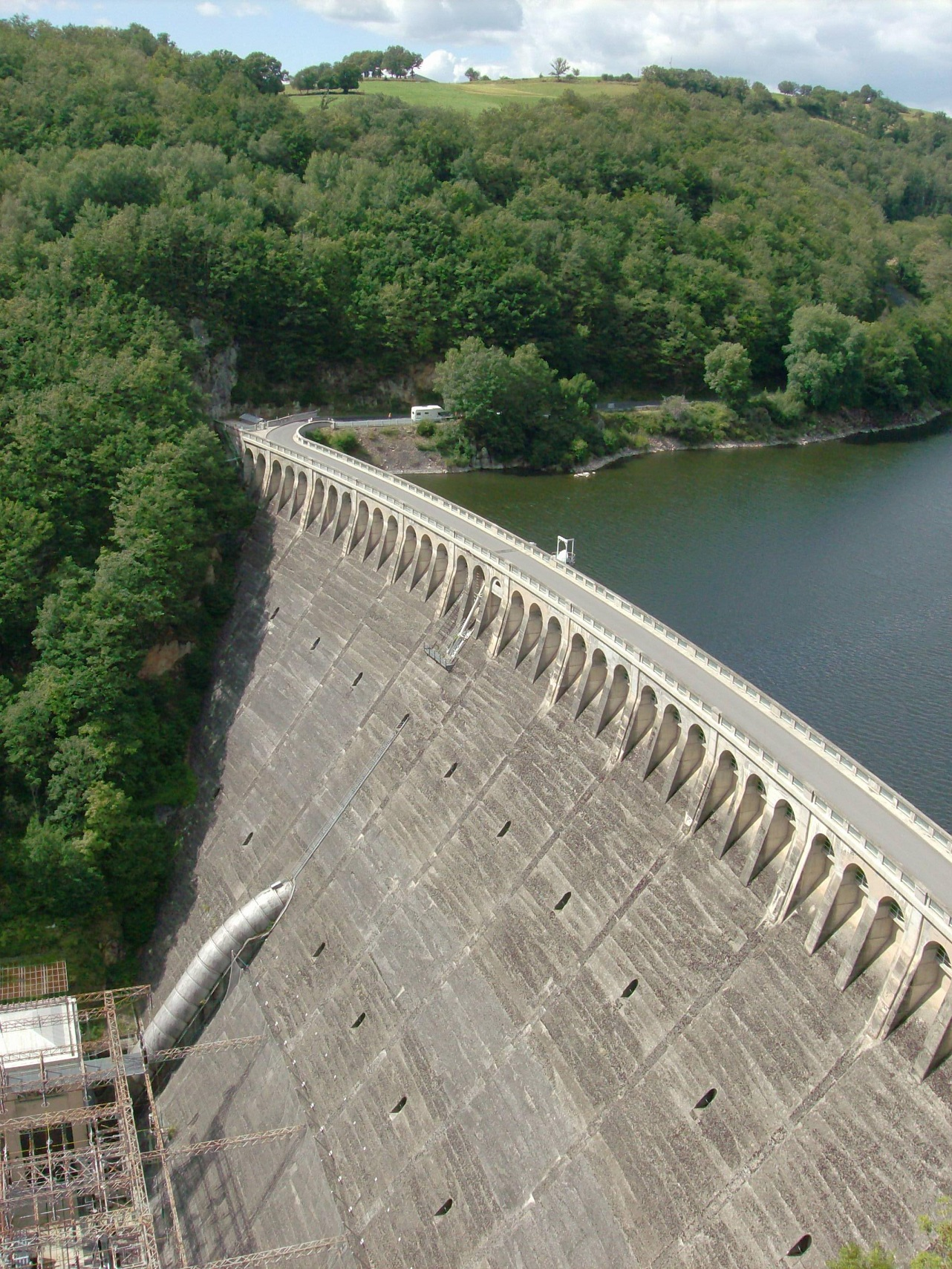
De stuwdam van Sarrans in de rivier Truyère tussen Brommat en Sainte-Geneviève-sur-Argence.

## Geschiedenis
De gemeente maakte deel uit van het kanton Sainte-Geneviève-sur-Argence totdat dit op 22 maart 2015 werd opgeheven en de gemeenten werden opgenomen in het op die dag gevormde kanton Aubrac et Carladez. Op 1 januari 2016 fuseerde de gemeente met Alpuech, Graissac, Lacalm, La Terrisse en Vitrac-en-Viadène tot de commune nouvelle Argences en Aubrac.

## Geografie
De oppervlakte van Sainte-Geneviève-sur-Argence bedraagt 44,0 km², de bevolkingsdichtheid is 23,2 inwoners per km².
De onderstaande kaart toont de ligging van Sainte-Geneviève-sur-Argence met de belangrijkste infrastructuur en aangrenzende gemeenten.

## Demografie
Onderstaande figuur toont het verloop van het inwonertal (bron: INSEE-tellingen).

Vanwege een beveiligingsprobleem met de MediaWiki Graph-software is het momenteel niet mogelijk deze grafiek weer te geven. Zodra de software is bijgewerkt zal de grafiek vanzelf weer zichtbaar worden.